# Кустычи
Кустычи (укр. Кустичі) — село в Турийской поселковой общине Ковельского района Волынской области Украины.
До 2020 года входило в Турийский район.
Код КОАТУУ — 0725586502. Население по переписи 2001 года составляет 256 человек. Почтовый индекс — 44833. Телефонный код — 3363. Занимает площадь 0,997 км².